# Siphonochelus erythrostigma
Siphonochelus erythrostigma is een slakkensoort uit de familie van de Muricidae. De wetenschappelijke naam van de soort is voor het eerst geldig gepubliceerd in 1964 door Keen & Campbell.